# Agamemnon (Aischylos)
Agamemnon (Grieks: Ἀγαμέμνων) is een Attische tragedie van de Griekse toneeldichter Aischylos, en vormt het eerste deel van diens trilogie Oresteia. Het werk werd uitgevoerd in 458 v.Chr. te Athene.

## Personages
- Agamemnon, de koning van Mykene, die terugkeert van de Trojaanse oorlog.
- Klytaimnestra, de vrouw van Agamemnon, die in zijn afwezigheid bestuurde.
- Het koor, bestaande uit oude mannen van de stad Argos.
- De wachter
- De bode
- Kassandra, een Trojaanse prinses met een profetische gave, meegenomen door Agamemnon als oorlogsbuit.
- Aigistos, neef van Agamemnon en de minnaar van diens vrouw, Klytaimnestra.
- De lijfwacht

## Inhoud

### Proloog (vers 1 - 39)
Het stuk begint met de wachter die op de uitkijk staat voor een teken dat de stad Troje is ingenomen door het Griekse leger. Wanneer hij plots vuur ziet branden, begrijpt hij meteen wat er is gebeurd en is hij zeer verheugd: Troje is veroverd en zijn koning, Agamemnon, zal weldra terugkeren.

### Parodos: eerste koorzang (vers 40 - 257)
Het koor, bestaande uit oude mannen uit Argos, komt nu op. Ze bezingen de situatie van voor de oorlog, toen koning Agamemnon vertrok met zijn leger naar Troje. Daarna richten ze zich tot het paleis, waar de vrouw van Agamemnon, Klytaimnestra, vertoeft: ze vragen zich af welk nieuws ze net vernomen heeft. Hierna volgt een lang, dramatisch lied waarin het koor het lot van Ifigeneia, de dochter van Agamemnon, vertelt: ze werd door haar eigen vader geofferd als offer aan de godin Artemis, zodat het leger zou kunnen uitvaren richting Troje.
“Haar smeken,
haar schreeuwen naar haar vader,
haar leven als meisje
waren van geen betekenis
voor aanvoerders vol oorlogszucht”

Vers 226 - 230, vertaling door P. Lateur

### Eerste epeisodion (vers 258 - 354)
Klytaimenstra verschijnt op het toneel. Ze vertelt het koor het nieuws: Troje is gevallen. 
“U zult een vreugde horen groter verhoopt:
de stad van Priamos is nu in Griekse handen!”

Vers 266 - 267, vertaling door P. Lateur
Het koor vraagt haar hoe ze dat zo zeker weet, en Klytaimnestra legt uit dat er vanuit Troje tot in Argos een reeks vuren werd aangestoken om het lot van Troje aan te kondigen.

### Eerste stasimon: tweede koorzang (vers 355 - 488)
Het koor bezingt het verloop van de oorlog, maar verheerlijkt die niet: dood en leed staan centraal. Er is ook oog voor hen die achterblijven, ook zij blijven niet gespaard van het verdriet dat deze oorlog met zich meebrengt.

Verder zingt het koor over de huidige situatie: is het wel zeker dat Troje is veroverd? Ze geven kritiek op Klytaimnestra:
“Instemmen met dankbetuigingen,
nog voor de toestand duidelijk is,
is iets voor vrouwen aan de macht.”

Vers 484 - 486, vertaling door P. Lateur

### Tweede epeisodion (vers 489 - 680)
De bode komt op, en vertelt hoe blij hij wel niet is terug te zijn gekeerd naar zijn thuisland. Hij kondigt aan dat Agamemnon is teruggekeerd, vertelt over de val van Troje en geeft het volk de opdracht blij te zijn voor de terugkomst van hun vorst. Klytaimnestra zet het koor op zijn plaats, ze had wel degelijk gelijk dat Troje was veroverd. Ze richt zich tot de bode: hij moet haar echtgenoot, Agamemnon, zeggen dat hij zo snel mogelijk naar het paleis moet komen, bij haar. Ze verklaart altijd loyaal te zijn gebleven.

### Tweede stasimon: derde koorzang (vers 681 - 781)
Het koor bezingt het lot van Helena en hoe zij en Paris de ondergang waren van Troje.
Helena heet zij, de oorlogsbruid,
om wie men vocht.
Zoals haar naam het zegt,
werd zij het hels verderf
voor schepen, helden, steden.”

Vers 685 - 689, vertaling door P. Lateur

### Derde epeisodion (vers 782 - 974)
Eindelijk komt Agamemnon op in een wagen, vergezeld door Kassandra, een Trojaanse prinses die hij als oorlogsbuit heeft meegenomen. Het koor verwelkomt hem. Agamemnon vertelt een beetje over de verwoesting van Troje en bedankt de goden voor zijn thuiskomst. Dan verschijnt Klytaimnestra in de deur van het paleis. Ze verkondigt aan het koor en de burgers van Argos hoezeer ze zich zorgen heeft gemaakt over haar man tijdens zijn afwezigheid, en hoe blij ze nu wel niet is dat hij thuis is. 
“De bronnen van mijn tranen die ooit vloeiden zijn
nu opgedroogd, geen druppel die resteert. Mijn ogen
doen wel nog pijn, lang lag ik wakker en ik weende
om vuursignalen over jou die maar niet kwamen.”

Vers 887 - 890, vertaling door P. Lateur
Klytaimnestra gaat verder en verwelkomt haar man met open armen thuis. Ze wil purperen weefsels op zijn pad naar het paleis leggen om hem te eren. Er volgt een kleine twist tussen man en vrouw, aangezien Agamemnon dat niet wil. Hij wil namelijk niet geëerd worden als een god, maar gewoon als een mens. Uiteindelijk geeft hij toe en wandelt hij over het weefwerk. Agamemnon geeft de opdracht Kassandra vriendelijk te behandelen. Daarna wandelt hij, over het purperen borduurwerk, het paleis binnen. Kassandra blijft buiten in de wagen, terwijl Klytaimnestra hem naar binnen volgt, maar zich eerst nog richt tot de goden met de volgende omineuze woorden:
“Zeus, Zeus, Voltooier, breng mijn beden tot vervulling.
Ik smeek u: wat u ook volbrengen zult, vervul ze.”

Vers 973 - 974, vertaling door P. Lateur

### Derde stasimon: vierde koorzang (vers 975 - 1034)
Het koor zingt nu over dat het een raar voorgevoel heeft bij de terugkeer van hun vorst en de huidige situatie. Het is duidelijk: onheil hangt in de lucht.
“Ik wens dat dit een leugen is,
dat mijn verwachting,
niet uitkomt,
niet wordt vervuld.”

Vers 997 - 1000, vertaling door P. Lateur

### Vierde epeisodion (vers 1035 - 1071)
Klytaimnestra komt net buiten het paleis en spreekt Kassandra aan. Ze vraagt het meisje binnen te komen, maar Kassandra weigert te antwoorden. Klytaimnestra wil niet langer wachten en voelt zich beledigd, dus gaat ze weer naar binnen.

### Kommos: klaagzang (vers 1072 - 1177)
Kassandra is nu alleen achter gelaten met het koor. Kassandra jammert bij Apollo, hoewel het koor het niet gepast vindt te jammeren bij die God. Kassandra begint te profeteren en ze voorspelt het onheil dat dit huis te wachten staat: de moord op Agamemnon. Het koor weigert echter haar te geloven en begrijpt haar voorspelling niet. Kassandra gaat verder en voorspelt ook haar eigen spoedige dood, maar het koor noemt haar waanzinnig.
“Waarom bracht u mij hier in mijn ellende?
Alleen maar om met hem te sterven,
wat anders?”

Vers 1137 - 1139, vertaling door P. Lateur

### Vijfde epeisodion (vers 1178 - 1406)
Kassandra en het koor voeren een gesprek over haar profetische gave, hoe ze die van Apollo gekregen heeft en hoe het komt dat niemand haar ooit gelooft. 
“Het laat mij onverschillig of u hiervan iets
gelooft. Wat zou het? Komen zal wat komen moet.
U zult het weldra zien en dan vol deernis zeggen
dat mijn voorspellingen maar al te waar zijn geweest.”

Vers 1239 - 1242, vertaling door P. Lateur
Kassandra gaat verder met haar profetie en waarschuwt het koor voor de moord die weldra zal plaatsvinden. Haar voorspelling doet ze nu in heel duidelijke woorden: Klytaimnestra zal haar vergiftigen, maar haar dood en die van Agamemnon zullen gewroken worden door de zoon van Agamemnon en Klytaimnestra; Orestes.
Kassandra ziet geen uitweg, het heeft volgens haar geen zin om nog te vluchten. Ze heeft genoeg geleefd. Het koor prijst haar om haar moedigheid, waarna Kassandra het paleis wil binnengaan, maar ze aarzelt. Het koor vraagt wat er is, en zij antwoordt dat het paleis naar dood en moord ruikt, net zoals een tombe. Voor ze binnengaat, smeekt ze de wrekers van Agamemnon ook haar moord te wreken. Dan gaat ze binnen.

Het koor blijft alleen achter, en hoort plots een kreet die uit het paleis komt. Het is duidelijk dat het Agamemnon is die schreeuwt. Het koor is het onderling oneens hoe ze moeten reageren. De ene wil de andere burgers erbij halen, de andere wil nu direct binnenvallen en de daders op heterdaad betrappen. Uiteindelijk benaderen ze het paleis, en ze zien Klytaimnestra met de lijken van Agamemnon en Kassandra. Klytaimnestra spreekt:
“Aan deze confrontatie denk ik al heel lang,
ze vloeit voort uit een oude wrok. Het is zover.
Ik sta hier waar ik toesloeg. En het is volbracht.”
Vers 1377 - 1379, vertaling door P. Lateur
Ze vertelt hoe ze het heeft gedaan: ze heeft hem in een net gestrikt, waarna ze hem drie keer heeft geslagen. Ze sluit af met haar trots voor haar daden te verkondigen. Het koor staat versteld van de brutale taal van Klytaimnestra, zij toont echter geen berouw en neemt de volle verantwoordelijkheid voor haar daden.

### Vierde stasimon: vijfde koorzang (vers 1407 - 1576)
Het koor is streng voor de vorstin en veroordeelt haar daden. Klytaimnestra houdt echter voet bij stuk en verdedigt haar daden. Ze heeft wraak genomen voor haar dochter Ifigeneia, die geofferd werd door Agamemnon. Ze is niet bang voor vergelding, ze geniet namelijk de bescherming van Aigisthos, de neef van Agamemnon en haar minnaar. Het koor beweent Agamemnon, Klytaimnestra blijft zichzelf verdedigen.
“Mijn kind dat ik van hem kreeg,
haar die ik heb grootgebracht
bracht hij om het leven,
mijn veel beweende Ifigeneia.
Zijn lijden is het loon
dat zijn daden verdienen.”

Vers 1525 - 1530, vertaling door P. Lateur

### Exodos: slot (vers 1577 - 1673)
Aigisthos, de neef van Agamemnon en de minnaar van Klytaimnestra, komt op. Hij eist heel trots de moord op Agamemnon op. Hoewel hij de daad zelf niet volbracht heeft, was hij het zogezegd die de touwtjes in handen had en het plan heeft gesmeed. Dit deed hij uit wraak voor zijn eigen vader, Thyestes. Die was namelijk van de troon gestoten door zijn broer, Atreus, de vader van Agamemnon. Daarbovenop had Atreus tijdens een feestmaaltijd Thyestes, zijn broer, in de val gelokt en hem het vlees doen eten van zijn eigen kinderen. Enkel de jongste zoon, Aigisthos, had Atreus gespaard, omdat hij nog een baby was.

Het koor reageert fel en noemt hem arrogant. Ze dreigen dat hij gestenigd zal worden en noemen hem laf. Aigisthos reageert dat wanneer hij aan de macht komt, het koor wel een toontje lager zal zingen. Hierop reageert het koor:
“Alsof u vorst zou kunnen zijn van de Argeiërs,
u die tegen die man een aanslag hebt beraamd,
die u niet eigenhandig durfde uit te voeren!”

Vers 1633 - 1635, vertaling door P. Lateur
Aigisthos reageert, het koor noemt hem opnieuw een lafaard. Het conflict escaleert: Aigisthos draagt de wachters op hun zwaarden klaar te houden en ook het koor is klaar voor een gevecht. Dan komt Klytaimnestra tussenbeide en stelt zich op als bemiddelaar, waarna ze iedereen naar huis zendt. Het koor en Aigisthos gaan nog verder met ruziemaken, maar Klytaimnestra spreekt dan de laatste woorden van dit stuk uit om Aigisthos verder te kalmeren:
“Hecht geen belang aan dat vergeefs geblaf. Wij, jij en ik,
zijn meesters in dit huis, wij beiden zullen orde scheppen.”

Vers 1672 - 1673, vertaling door P. Lateur

## Karakterisering van Klytaimnestra
Klytaimnestra wordt voorgesteld als een zeer machtig personage, dat veel mannelijke kenmerken vertoont. In de afwezigheid van haar man neemt ze de rol over van Agamemnon en regeert ze over hun land met een ijzeren vuist. Ze heeft echter wel een zeer goed idee van hoe de typische vrouw zich hoort te gedragen, wanneer haar man niet thuis is, maar in de oorlog aan het vechten is. Ze gebruikt die informatie tot haar voordeel om haar man en zijn bondgenoten om de tuin te leiden. De façade van de zachtaardige, wachtende huisvrouw haalt ze vooral naar boven in de welkomsspeech die ze Agamemnon geeft.
“Kom, mijn lieve man,
stap uit die wagen maar, mijn koning, zet daarbij
je voet die Troje heeft verwoest niet op de grond.”

Vers 897-899, vertaling door P. Lateur

"En als Zeus wijn maakt uit onrijpe, zure druiven,
dan wordt het in de woning dadelijk weer fris,
zodra de heer en meester weer het huis betreedt."

Vers 970-972, vertaling P. Lateur
Toch verraadt ze zichzelf als goede huisvrouw door de informatie die ze prijsgeeft in haar speech. Ze geeft zodanig specifieke informatie weer over de oorlog in Troje, dat ze haar controle over de informatie die het paleis binnen- en buiten gaat weergeeft. De controle en macht die Klytaimnestra heeft verworven in de tijd dat Agamemnon weg was, wringt met de sociale orde van de Griekse maatschappij, waar vrouwen moesten vertrouwen op de mannelijke machtsfiguren rondom hen voor dergelijke informatie.
Na de dood van Agamemnon houdt Klytaimnestra op een zeer openlijke manier een overwinningsspeech, waarin ze geen enkel blijk van medeleven of spijt geeft voor wat ze heeft gedaan. Ze vertelt zeer gedetailleerd hoe ze Agamemnon en Kassandra heeft gedood en de vreugde die ze erbij voelde. Tot slot neemt ze de volledige verantwoordelijkheid op zich, wat haar brutaliteit nog sterker in de verf zet. Iets dat ook door het koor wordt gezegd.

## Karakterisering van Kassandra
Kassandra is de dochter van koning Priamos, de laatste koning van Troje, en Hecuba, zijn vrouw. Na de Trojaanse oorlog is Kassandra gevangengenomen door de Grieken en gegeven als oorlogsbuit aan Agamemnon.
In Aeschylos’ Agamemnon wordt een uitleg gegeven over de vloek van Kassandra. Kassandra zou als mooiste dochter van Priamos de aandacht hebben getrokken van de god Apollo. In de versie van Aeschylos, de meeste voorkomende, probeert Apollo de liefde van Kassandra te winnen door haar de gave van de voorspelling te geven in ruil voor haar gunsten. Nadat ze het geschenk had ontvangen, trok ze haar belofte in. Omdat zelfs Apollo als god een goddelijk geschenk niet ongedaan kan maken, voegde hij een vloek eraan toe: Kassandra zou de toekomst kunnen voorspellen, maar niemand zou haar geloven.

In de tragedie komt Kassandra, vergezeld door Agamemnon, voor het eerst op in het derde epeisodion. Agamemnon gaat het paleis binnen en Klytaimnestra beveelt Kassandra mee te gaan. Kassandra blijft muisstil en geeft geen reactie. Dit is de eerste en enige keer in deze tragedie dat Klytaimnestra niet slaagt in haar opzet. Ze is verward en denkt zelfs dat Kassandra geen Grieks spreekt. Uiteindelijk gaat Klytaimnestra het paleis binnen zonder haar en geeft de opdracht aan het koor haar hardhandig naar binnen te begeleiden. Kassandra is nu eenmaal de minnares van haar man en tengevolge de rivaal van Klytaimnestra. Eenmaal dat ze binnen zijn, wordt Kassandra, die tot dan toe stil is geweest, overweldigd door een visioen. Door het visioen wordt de dood van Agamemnon als het ware uitgesteld, waardoor de spanning van de tragedie wordt opgebouwd. De enige aanwezigen zijn de mannen van het koor, die Kassandra niet verstaan, alhoewel ze geen wartaal uitspreekt. Hier wordt haar vloek getoond in actie. Ze komt over als een gekke, bezeten vrouw. Na haar oorspronkelijke onverstaanbaarheid, wordt ze duidelijker in haar woorden en vertelt ze aan het koor het verhaal van haar gave en vloek. De leider van het koor heeft medelijden met haar, omdat hij weet dat ze haar eigen dood tegemoet moet lopen. Deze profetie is haar eerste en meteen laatste die wordt geloofd. Kassandra is de enige in de tragedie die de volledige waarheid en uitleg heeft wat betreft de vloek, die ligt op de huis van de Atriden. Tot slot voorspelt ze dat haar moord zal worden gewreken.
“Ik zie het laatste zonlicht
en bid de wreker van mijn meester dat zij ook,
mijn vijanden doen boeten voor de moord op mij,
de dood van een slavin, een makkelijk slachtoffer.”

Vers 1323 - 1326, vertaling door P. Lateur
Nadat ze het paleis is binnengegaan, is eindelijk het geschreeuw van Agamemnon te horen, die gedood wordt door Klytaimnestra en haar minnaar, Aigisthos.

## Karakterisering van Agamemnon
De schuldvraag of Agamemnon zijn lot verdiende wordt in dit stuk zeker niet zwart of wit besproken. Zijn vrouw Klytaimnestra echter heeft er een duidelijke mening over: ze verdedigt stellig haar daden en beschouwt de moord op haar echtgenoot, Agamemnon, als wraak voor Iphigeneia, hun dochter, en dus als zijn verdiende loon. Het stuk lijkt ook het publiek deze interpretatie van zijn lot te willen meegeven: in de vertelling over Iphigeneia door het koor wordt Agamemnon duidelijk onsympathiek voorgesteld. De vertelling legt nadruk op het feit dat het zijn eigen beslissing was. Agamemnon wordt hier voorgesteld als een wrede vader, die geen medelijden heeft voor zijn eigen dochter. 
"Zo waagde hij het zijn dochter te offeren
als ritueel bij de afvaar van de vloot
als steun aan een oorlog, de wraak voor een vrouw."

Vers 225 - 226, vertaling door P. Lateur
"Na het gebed gebood de vader zijn dienaars
haar als een geit boven het altaar te tillen"

Vers 231 - 232, vertaling door P. Lateur
Het koor speelt een zeer belangrijke rol in hoe Agamemnon wordt voorgesteld. In talloze passages verwijzen ze, vaak impliciet maar soms ook expliciet, naar de persoonlijke schuld van Agamemnon. Dit doen ze bijvoorbeeld door hun kritiek op Paris en Helena, namelijk dat zij beiden toch verantwoordelijk zijn voor het leed en de val van Troje ondanks dat zij slechts goddelijke opdrachten uitvoeren (zie Parisoordeel). Dit impliceert ook de verantwoordelijkheid van Agamemnon voor de dood van zijn dochter, ondanks dat de goden dit eisten van hem als offer.
Dit is echter niet de enige interpretatie die het stuk geeft voor het lot van Agamemnon. Dat hij maar een slachtoffer zou zijn van goddelijke wil wordt dikwijls gesuggereerd, hoewel het koor deze verklaring zelf verwerpt.

Om het lot van de vorst te kaderen wordt ook naar de vloek van het huis van de Atreïden gewezen. In het tweede stasimon legt het koor hybris uit en verbindt dit met erfelijkheid. Ze gebruiken de metafoor van de leeuw, die impliceert dat kinderen karaktertrekken kunnen erven van hun ouders. Ook op andere plaatsen in het stuk worden allusies gemaakt naar de vloek en op het einde wordt door Aischylos het gehele verhaal verteld. Het stuk praat de daden van Agamemnon echter zeker niet goed door middel van de verantwoordelijkheid af te schuiven op een familievloek. Wel is het opnieuw het koor dat verwijst naar het feit dat Agamemnon het slachtoffer is van de misdaden van zijn voorvaderen.
"Maar als hij nu boet voor bloed, door zijn vaderen vergoten,
als hij voor de doden met zijn dood de dood van anderen vergeldt,
welke sterveling die dat hoort zal zich erop beroemen
geboren te zijn voor een leven vol geluk?"

Vers 1338 - 1342, vertaling door P. Lateur
Het stuk onderzoekt dus de moeilijke balans om individuele, persoonlijke verantwoordelijkheid te plaatsen in een wereld van goddelijke tussenkomsten, goddelijke rechtvaardigheid en willekeur. Agamemnon wordt niet volledig voorgesteld als de meedogenloze, wrede moordenaar van zijn dochter, maar ook niet als het onschuldige slachtoffer van de goden en een oude familievloek. Zijn karakterisering slingert ergens tussen deze twee polen.

## Belang van Aischylos'Agamemnon
Hoewel het Atheense publiek van de Dionysia ongetwijfeld meer dan bekend was met de inhoud van het stuk en de mythische verhaalstof die er zich rond situeert, was deze verwerking van het verhaal door Aischylos toch vernieuwend. Het is niet simpelweg de zoveelste vertelling van het overspel van Klytaimnestra en de moord op Agamemnon door zijn eigen vrouw en haar minnaar. Integendeel, Aischylos heeft ervoor gekozen om in dit stuk duidelijk de nadruk te leggen op Klytaimnestra, tot een punt waar zij het eigenlijke hoofdpersonage wordt. Haar minnaar, Aigisthos, de man, krijgt zo weinig aandacht dat hij enkel helemaal op het einde tevoorschijn komt. Belangrijk is ook dat het koor duidelijk Klytaimnestra’s macht niet ondermijnt: hoewel ze een vrouw is, is ze toch terecht de enige geschikte leider voor Argos (in afwezigheid van haar man). De tweede vrouw van het stuk, Kassandra, heeft ook een uitzonderlijk grote rol. Ondanks haar relatief kleine aandeel in de ontwikkeling van het plot, krijgt ze toch opmerkelijk veel spreektijd en ruimte voor persoonlijke problematiek. Ook Agamemnon’s karakterisering is zeker niet kort door de bocht: of zijn lot zijn eigen schuld of niet is, wordt in het stuk dikwijls, impliciet of expliciet, besproken. Een eenzijdig, duidelijk antwoord op deze schuldvraag komt er echter niet.

## Nederlandse vertalingen
- 1878 – Agamemnon – Hendrik van Herwerden
- 1882 – De Orestie van Eschylus – Allard Pierson (bewerking)
- 1887 – Agamemnon – L.A.J. Burgersdijk (herzien 1903)
- 1888 – Agamemnon – Willem Hecker
- 1889 – Agamemnon – A.H.G.P. van den Es
- 1904 – Het treurspel van Agamemnoon – P.C. Boutens
- 1956 – Agamemnon – Emiel De Waele (herzien 1975)
- 1970 – Agamemnoon – Dr. J.C.B. Eykman
- 1974 – Agamemnoon – Johan Boonen (herzien 1989)
- 1977 – Agamemnon – B.A. van Groningen
- 1995 – Agamemnon – Marietje d'Hane-Scheltema
- 1995 – Agamemnon – Gerard Koolschijn
- 2006 – Agamemnon – Herman Altena
- 2024 – Agamemnon – Patrick Lateur